# إدموند كوتر
إدموند كوتر (بالإنجليزية: Edmund Cotter)‏ هو متسلق جبال نيوزيلندي، ولد في 15 يناير 1927 في أوكلاند في نيوزيلندا، وتوفي في 19 أكتوبر 2017 في كرايستشرش في نيوزيلندا بسبب مرض آلزهايمر.